# ポートトング

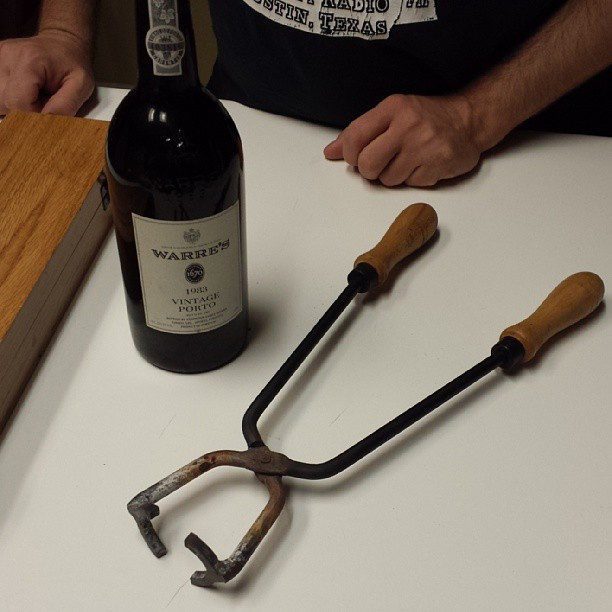
ポートワインボトルとポートトング

ポートトング（葡：Tenaz）とはコルクで密閉されたワインボトルを開ける際に使われるトングである。

## 機能
ポートトングは一般的に鉄製で木製の柄があり、先端に空洞のリングがある。トングを直火で熱し、ワインボトルのボトルネックに20〜30秒押し当てる。その後湿ったタオルか氷水でボトルの加熱部分を冷やし、熱膨張することによってガラスを割る。そうすることできれいに割ることができる。ガラスの破片はデカンテーションする際に沈殿物と一緒に取り除かれる 。現在では一般的な使用は珍しく、ほとんどがパフォーマンスの一部として使用されている。

## 歴史
ポートトングはポートワインを開け、提供するための伝統的な道具であった。ポートと名乗るワインに産地制限規定を設定した1756年以降、ポートワインが本格的に輸出されるようになった。しかし運送中に瓶の中に沈殿物が見られるようになり、ワインの味と品質に影響をもたらした。またヴィンテージポートワインでは劣化したコルクで密閉されてしまうこともあった。特に古いボトルではコルクを破壊せずに抜くのは困難で、ワインの中にコルクの欠片が浮いてしまうことがあった。そのような沈殿物を簡単にかつ綺麗に取り除くためにポートトングが発明された。